# Волохово-Ярська сільська рада
Во́лохово-Я́рська сільська́ ра́да — адміністративно-територіальна одиниця та орган місцевого самоврядування в Чугуївському районі Харківської області. Адміністративний центр — село Волохів Яр.

## Загальні відомості
- Територія ради: 77,4 км²
- Населення ради: 1 473 особи (станом на 2001 рік)
- Територією ради протікає річка Середня Балаклійка.

## Населені пункти
Сільській раді були підпорядковані населені пункти:
- с. Волохів Яр

## Склад ради
Рада складалася з 16 депутатів та голови.
- Голова ради: Дейкун Дмитро Іванович
- Секретар ради: Луценко Катерина Миколаївна

### Керівний склад попередніх скликань
| Прізвище, ім'я, по батькові | Основні відомості                                                                 | Дата обрання | Дата звільнення |
| --------------------------- | --------------------------------------------------------------------------------- | ------------ | --------------- |
| Іванова Фаїна Валеріївна    | Сільський голова, 1958 року народження, член Народно-демократичної партії України | 26.03.2006   | 31.10.2010      |
| Іванова Фаіна Валеріївна    | Сільський голова, 1958 року народження, освіта вища, член Партії регіонів         | 31.10.2010   | 25.10.2015      |
| Дейкун Дмитро Іванович      | Сільський голова, 1974 року народження, освіта вища, безпартійний                 | 25.10.2015   |                 |

Примітка: таблиця складена за даними сайту Верховної Ради України

### Депутати
За результатами місцевих виборів 2010 року депутатами ради стали:

#### За суб'єктами висування
| Суб'єкт висування | Кількість обраних депутатів | %    |
| ----------------- | --------------------------- | ---- |
| Партія регіонів   | 15                          | 93,8 |
| Самовисування     | 1                           | 6,3  |

#### За округами
| № округу        | Прізвище, ім'я, по батькові | Дата визнання обраним | Освіта             | Партійна приналежність | Відомості про обраного депутата                                |
| --------------- | --------------------------- | --------------------- | ------------------ | ---------------------- | -------------------------------------------------------------- |
| Партія регіонів |                             |                       |                    |                        |                                                                |
| 1               | Ткачов Микола Федорович     | 03.11.2010            | середня            | член Партії регіонів   | ТОВ «Агросервіс», інженер токового господарства                |
| 2               | Ткачова Наталія Іванівна    | 03.11.2010            | середня спеціальна | член Партії регіонів   | ТОВ «Агросервіс», бухгалтер-касир                              |
| 3               | Гончаров Іван Васильович    | 03.11.2010            | вища               | член Партії регіонів   | ТОВ «Агросервіс», головний агроном                             |
| 4               | Киктьова Надія Василівна    | 03.11.2010            | середня спеціальна | член Партії регіонів   | ТОВ «Агросервіс», завідувачка їдальні                          |
| 5               | Чішко Оксана Миколаївна     | 03.11.2010            | середня            | член Партії регіонів   | Волохів’-ярськийНавчаль-но-виховний комплекс, прибиральниця    |
| 6               | Кулик Тетяна Іванівна       | 03.11.2010            | середня            | член Партії регіонів   | тимчасово не працює                                            |
| 7               | Трофімова Олена Василівна   | 03.11.2010            | середня            | член Партії регіонів   | тимчасово не працює                                            |
| 8               | Грішина Наталія Іванівна    | 03.11.2010            | середня            | член Партії регіонів   | ТОВ «Агросервіс», лаборант обліковець по приготуванню кор.-мів |
| 9               | Кулик Віталій Петрович      | 03.11.2010            | вища               | член Партії регіонів   | ТОВ «Агросервіс», керуючий відділенням                         |
| 10              | Луценко Катерина Миколаївна | 03.11.2010            | вища               | член Партії регіонів   | Волохово-Ярська сільська рада, секретарсільської ради          |
| 11              | Захожа Тетяна Василівна     | 03.11.2010            | середня спеціальна | член Партії регіонів   | ТОВ «Агросервіс», ветсанітар свинокомплексу                    |
| 12              | Савельєва Ніна Павлівна     | 03.11.2010            | середня спеціальна | член Партії регіонів   | Волохово-Ярське відділення зв'язку, начальник                  |
| 13              | Луценко Олександр Іванович  | 03.11.2010            | вища               | член Партії регіонів   | ТОВ «Агросервіс», бригадир ТПБ                                 |
| 14              | Білоус Лідія Петрівна       | 03.11.2010            | середня спеціальна | член Партії регіонів   | Волохово-Ярська дільнична лікарня, фельдшер                    |
| 15              | Нарожна Валентина Василівна | 03.11.2010            | середня спеціальна | член Партії регіонів   | ТОВ «Агросервіс» ЛТД, бухгалтер                                |
| Самовисування   |                             |                       |                    |                        |                                                                |
| 16              | Панченко Тетяна Миколаївна  | 03.11.2010            | середня спеціальна | позапартійна           | Волохово-Ярська сільська рада, спеціаліст 2 категорії          |